# Bastardia conferta
Bastardia conferta là một loài thực vật có hoa trong họ Cẩm quỳ. Loài này được Garcke & K.Schum. mô tả khoa học đầu tiên năm 1891.